# Neoblattella tapenagae
Neoblattella tapenagae är en kackerlacksart som beskrevs av Morgan Hebard 1921. Neoblattella tapenagae ingår i släktet Neoblattella och familjen småkackerlackor. Inga underarter finns listade i Catalogue of Life.